# Sérigne Mboup
Sérigne Mboup, né le 28 novembre 1966, est un homme d'affaires et homme politique sénégalais, maire de Kaolack depuis 2022.

## Biographie
Sérigne Mboup naît le 28 novembre 1966 à Kaolack, dans la région du Saloum au Sénégal. Il commence sa scolarité dans une école coranique de son quartier, Ngorong Ndorong, puis, à partir de 1976, poursuit ses études religieuses au Daara de Koki, une école coranique réputée. En 1983, à l’âge de 17 ans, il rejoint son père au marché de Sandaga à Dakar, où il se lance dans le commerce de produits alimentaires, électroniques et divers articles, acquérant ainsi une première expérience dans le monde entrepreneurial.

## Parcours dans les affaires
À la suite du décès de son père en 1992, Sérigne Mboup reprend la direction de l’entreprise familiale, le Comptoir commercial Bara Mboup (CCBM), en collaboration avec ses frères. Il dirige alors une stratégie de diversification qui conduit le groupe à s’implanter dans plusieurs secteurs tels que le commerce de détail, la logistique, l’automobile, l’immobilier, l’agroalimentaire et la finance. Sous sa conduite, le CCBM s’impose comme l’un des acteurs les plus dynamiques du secteur privé sénégalais. En 2001, il inaugure le centre commercial Touba Sandaga à Dakar, puis lance en 2008 le ferry Aline Sitoé Diatta afin de renforcer la liaison maritime entre Dakar et Ziguinchor,.

## Parcours politique
En 2022, Sérigne Mboup entre en politique en tant que tête de la coalition citoyenne And Nawlé‑And Liggey, composée principalement de mouvements locaux et de membres de la diaspora kaolackoise. Le 23 janvier de la même année, il est élu maire de Kaolack lors des élections locales, devenant ainsi le premier maire de la ville à être directement choisi par les citoyens dans le cadre du nouveau régime constitutionnel.

## Actions et initiatives
Dès son installation, il met en œuvre plusieurs projets, notamment la donation à la commune d’un bus et d’une pelle mécanique, d’une valeur de 150 millions FCFA, afin de renforcer les capacités techniques de la ville.
Il procède aussi au lancement du projet PROFEM, qui vise à autonomiser les femmes et une enveloppe globale de 150 millions de FCFA est allouée pour accompagner la formalisation, la formation et le financement des initiatives portées par des femmes.
Parmi les initiatives municipales, il rebaptise une ancienne rue des écoles en Rue des Diambars, manifestant ainsi une volonté de reconnaissance à la fois civique et militaire. Il sollicite également la réhabilitation de routes secondaires, en proposant une collaboration avec l’armée afin de renforcer les compétences techniques du personnel communal.

## Candidature à l'éléction présidentielle
Sérigne Mboup annonce sa candidature à l’élection présidentielle sénégalaise du 25 février 2024. Il déclare que son engagement politique s’inscrit dans un devoir moral et citoyen destiné à redonner espoir au peuple sénégalais.

## Affaire judiciaire
En janvier 2025, il apparaît dans un dossier judiciaire ouvert au Tribunal de grande instance de Kaolack pour des accusations d’escroquerie, faux et usage de faux et vol en réunion concernant des décaissements liés à des associations sportives et culturelles. L’audience a été reportée au 18 mars 2025, et son avocat considère la procédure comme liée à des motivations politiques. Des dommages et intérêts de 500 millions FCFA ont été demandés au profit des intérêts sociaux, en cas de condamnation.